# Évaux-et-Ménil
Evaux-et-Ménil – miejscowość i gmina we Francji, w regionie Grand Est, w departamencie Wogezy.
Według danych na rok 1990 gminę zamieszkiwały 233 osoby, a gęstość zaludnienia wynosiła 47 osób/km² (wśród 2335 gmin Lotaryngii Evaux-et-Ménil plasuje się na 812. miejscu pod względem liczby ludności, natomiast pod względem powierzchni na miejscu 1013.).